# Tetramesa stipicola
Tetramesa stipicola är en stekelart som först beskrevs av Phillips 1936.  Tetramesa stipicola ingår i släktet Tetramesa och familjen kragglanssteklar. Inga underarter finns listade i Catalogue of Life.